# Werner Ebeling (General)
Werner Ebeling (* 21. November 1913 in Stade; † 25. August 2008 in Sandkrug bei Oldenburg) war ein deutscher Offizier der Wehrmacht und Bundeswehr, zuletzt Generalmajor, sowie Autor von Belletristik und militärischen Sachbüchern.

## Leben
Nach seinem Abitur am Realgymnasium in Buxtehude 1934 trat Ebeling, Sohn eines Polizeimeisters, 1935 freiwillig für ein Jahr in das Infanterieregiment 16 der Wehrmacht ein. Ab 1936 begann er an der Hochschule für Lehrerbildung in Kiel ein Studium der Pädagogik und legte die Prüfung für das Lehramt ab. In dieser Zeit nahm er an vier Reserveübungen teil und wurde Leutnant der Reserve. Von 1936 bis 1939 war er Lehrer an der Volksschule Karlshöfen im Kreis Bremervörde tätig. 1939, noch vor Ausbruch des Zweiten Weltkriegs, wurde er in die aktive Offizierslaufbahn übernommen. Seinen aktiven Militärdienst begann er als Bataillonsadjutant im Infanterieregiment 220 der 58. Infanterie-Division. Im März 1941 wurde Ebeling Chef der 12. Kompanie. Im August 1942 wurde er als Adjutant eingesetzt und im Januar 1944 wurde er Kommandeur des II. Bataillons im Grenadierregiment 220. Im September 1944 wurde Ebeling Kommandeur des Grenadierregiments 154. Im Mai 1945 wurde er noch zum Oberst befördert. Am 8. Mai 1945 wurde er mit den Resten seines Regiments von der Halbinsel Hela nach Schleswig-Holstein ausgeschifft und ging in britische Kriegsgefangenschaft.
Er war einer der Generäle mit der meisten Erfahrung als Truppenoffizier in der Bundeswehr. Er verbrachte im Zweiten Weltkrieg 1361 Tage an der Front von 1411 überhaupt möglichen. Nach dem Krieg verfasste er Militärausbildungsbücher, Romane und auch ein Fachbuch über Einzelkämpfer.
Nach Ende der Kriegsgefangenschaft arbeitete Ebeling als selbstständiger Kaufmann und von 1950 bis 1956 in Stade als Lehrer, wo einer seiner Schüler der spätere Journalist und Spiegel-Chefredakteur Stefan Aust war. Im Jahr 1956 trat Ebeling als Oberst in die Bundeswehr ein. Zunächst war er Lehrgruppen-Kommandeur in der Infanterieschule Hammelburg und von 1962 bis 1965 Kommandeur der Panzergrenadierbrigade 16. Ab Januar 1968 und bis zu seiner Pensionierung 1970 war Ebeling, im Range eines Generalmajors, Kommandeur der 11. Panzergrenadierdivision in Oldenburg.
Beim 6. Bundestreffen Traditionsverband 290 I.D. in Delmenhorst-Adelheide fand ein feierlicher Appell der Teilnehmer des Treffens und der Angehörigen des PzGrenBtl 312 statt. Dabei vollzog Ebeling die Umbenennung de Lilienthal-Kaserne in die Feldwebel-Lilienthal-Kaserne. Die Mutter des Ritterkreuzträgers Feldwebel Diedrich Lilienthal war zugegen. An diesem Appell nahm der letzte aktive Ritterkreuzträger (Name unbekannt) der Division teil. Vor dem Abschreiten der Front salutierte ihm GenMaj Ebeling in der angetretenen Formation.

## Auszeichnungen
- Eisernes Kreuz (1939) I. und II. Klasse am 5. September 1941 und 14. Juni 1940
- Infanterie-Sturmabzeichen in Silber am 13. November 1941
- Medaille Winterschlacht im Osten 1941/42 am 31. Juli 1942
- Deutsches Kreuz in Gold am 11. März 1943[4]
- Demjanskschild 1943
- Ehrenblattspange des Heeres am 27. Dezember 1943[4]
- Nahkampfspange in Bronze am 25. Februar 1944
- Verwundetenabzeichen in Schwarz am 18. März 1944
- Ritterkreuz des Eisernen Kreuzes mit Eichenlaub
  - Ritterkreuz am 9. April 1944[4]
  - Eichenlaub am 5. März 1945 (763. Verleihung)[4]
- Großes Verdienstkreuz des Verdienstordens der Bundesrepublik Deutschland 1970

## Schriften (Auswahl)
- Ausbildungspraxis für den Unteroffizier. Wehr u. Wissen Verl. Ges., Darmstadt 1959.
- Ausbildungspraxis für den Offizier. Wehr u. Wissen Verl.-Ges., Darmstadt 1960.
- Die Infanterie-Gefechtsausbildung des Einzelschützen aller Truppen. Wehr u. Wissen Verl.-Ges., Darmstadt 1960.
- Kämpfen und Durchkommen: Der Einzelkämpfer – Kriegsnahe Ausbildung für das Verhalten abseits der Truppe. Wehr u. Wissen Verl. Ges., Darmstadt 1961, ISBN 978-3-7637-5441-0, Buch erschien 1999 in der 11. Auflage.
- Schlachtfeld Deutschland?: Vernichtung oder Überleben. Podzun-Pallas-Verlag, Friedberg 1986, ISBN 978-3-7909-0268-6.
- Kaktusblüte Hoffnung. Bonewie-Verlag, Gütersloh 1995, ISBN 978-3-929494-06-8.
- Nicolas oder Asyl im Niemandsland. Isensee, Oldenburg 1998, ISBN 978-3-89598-559-1.
- Links vom Koma.  Isensee, Oldenburg 1999, ISBN 978-3-89598-648-2.